# تشارلي ستيوارت (لاعب كرة قدم)
تشارلي ستيوارت (بالإنجليزية: Charlie Stewart)‏ هو لاعب كرة قدم أسترالي، ولد في 1928. شارك مع منتخب أستراليا لكرة القدم.